# Owocojady
Owocojady (Pipreolinae) – podrodzina ptaków z rodziny bławatnikowatych (Cotingidae).

## Występowanie
Podrodzina obejmuje gatunki występujące w Ameryce Południowej.

## Systematyka
Do podrodziny należą następujące rodzaje:
- Ampelioides J. Verreaux, 1867 – jedynym przedstawicielem jest Ampelioides tschudii (G.R. Gray, 1846) – owocojad kusy
- Pipreola Swainson, 1838